# Zbigniew Kępka
Zbigniew Kępka (ur. 27 maja 1968) – polski lekkoatleta specjalizujący się w skoku o tyczce, medalista mistrzostw Polski.

## Życiorys
Był zawodnikiem Bałtyku Gdynia.
Na mistrzostwach Polski seniorów wywalczył jeden medal: brązowy w skoku o tyczce w 1989.
Rekord życiowy w skoku o tyczce: 5,00 (12.08.1988).